# Јулија Пересиљд
Јулија Сергејевна Пересиљд (рус. Ю́лия Серге́евна Переси́льд; Псков, 5. септембар 1984) руска је позоришна и филмска глумица. Дипломирала је на Националној глумачкој академији 2006. године. Глумица је Московског драмског позоришта на Малој Брони и Московског позоришта нација, добитница највишег државног признања за најбољу младу глумицу за 2012. и 2013. године.
Широј јавности постаје позната након улоге Анелије у ратној драми У магли (рус. В тумане) Сергеја Лозница из 2012. године (филм је био део главног програма 65. Канског фестивала). За улогу совјетске хероине снајпера Људмиле Павличенко у историјској драми Битка за Севастопољ из 2015. године, додељена јој је награда за најбољу женску главну улогу на Филмском фестивалу у Пекингу.